# Den grekiska antikens arkitektur
Den grekiska antikens arkitektur är arkitekturen i antikens Grekland. I likhet med annan arkitektur från antiken är den grekiska arkitekturen en viktig källa till idéer för klassicismen, nyantik arkitektur och nyklassicism.

## Historik
De första stora palatsen byggdes på ön Kreta, men de förstördes av en jordbävning. Efter den mykenska kulturens fantastiska byggnadskonst blev den grekiska arkitekturen ganska enkel både material och form, men ändå fantastiska till utseendet.
När grekerna byggde vanliga bostadshus byggde grekerna det av lera och tegel utan att tänka på snyggheten. Däremot lade de ner mycket tid på att skapa makalösa snygga tempel.

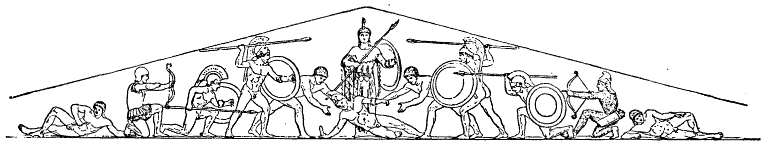
Västra gavelgruppen från templet på Egina.

Grekland hade två stora byggnadsstilar; den ena är dorisk och den andra är jonisk stil. Den doriska stilen är ganska enkel och tät och gav troligtvis den egyptiska och mykenska arkitekturen inspiration till Greklands folk. Pelarna är kraftiga och pelarhuvudena högst upp är inte utsmyckade. Man byggde mest med den doriska stilen på det grekiska fastlandet.
Den andra stilen är enklare och elegantare än den doriska stilen. Pelarna är tunnare pelarhuvudena är dekorerade med virvlar eller rullar på båda sidor.
När Parthenon byggdes använde arkitekterna sig av både dorisk och jonisk stil. Parthenon byggdes mellan 447 och 438f. Kr. till ära åt staden Athens gudinna Athena. Templet byggdes av 22 000 ton fin marmor. Arkitekturerna konstruerade templet så att det skulle se lätt ut, trots all den tunga marmorn. Sedan smyckade konstnärer templet med bland annat statyer.
Senare utvecklades en korintisk pelare med mycket mer utsmyckning.

## Tempelarkitektur
- akroterion
- antetempel
- amfriprostylt tempel
- arkitrav
- cella
- dipteralt tempel
- fris
- guttae
- kannelyr
- kapitäl
- kolonn
- kolonnordning
  - dorisk ordning
  - jonisk ordning
  - korintisk ordning
- krepidoma
- metop
- monopteros
- naos
- opisthodomus
- peripteralt tempel
- portik
- pronaos
- prostylt tempel
- sima
- stylobat
- triglyf
- tympanon

## Platser
- Paestum
- Akropolis
- Erechtheion
- Mykene
- Tiryns
- Egina
- Delfi
- Olympia

## Övrigt
- stoa
- tholos
- mykensk arkitektur
- hellenism
- Se även de klassiska kolonnordningarna